# Stephen Jackson
Pour les articles homonymes, voir Captain Jack (homonymie), Jackson et Steven Jackson.
Stephen Jesse Jackson est un ancien joueur américain de basket-ball né à Port Arthur, Texas, le 5 avril 1978.
Il a été drafté au second tour de la draft 1997 par les Suns de Phoenix, mais c'est aux Pacers de l'Indiana qu'il se fait connaître avant de rejoindre les Warriors de Golden State. C'est un arrière complet, à la fois bon au tir, fin passeur et bon défenseur.

## Carrière professionnelle

### Nets du New Jersey (2000-2001)
Jackson n'a pas joué en NBA avant la saison 2000-2001 qui est sa saison de rookie. Dans cette saison il apparaît dans 77 matchs (40 en tant que titulaire). Durant son passage à New Jersey il se lie d'amitié avec Stephon Marbury. Il participe au Rookie Challenge du NBA All-Star Game 2001 dans lequel il marque 8 points, prend 5 rebonds, distribue 4 passes et fait 3 interceptions.

### Spurs de San Antonio (2001-2003)
Avant le début de la saison 2001-2002, il est signé par les Spurs de San Antonio. Jackson est gêné par une blessure durant cette saison ce qui le force à manquer 45 matchs de la saison. Durant la saison 2001-2002, il tourne à 3,9 points et 1,1 rebond par rencontre. Durant la saison 2002-2003, il devient un membre clé des Spurs et joue 80 matchs (dont 58 en tant que titulaire) avec des moyennes de 11,8 points, 3,6 rebonds, 2,3 passes décisives en 28,2 minutes de moyenne.
Dans les playoffs 2003, il aide San Antonio à obtenir son deuxième titre. Il tourne à 12,8 points en playoffs et est le troisième meilleur marqueur de son équipe.

### Hawks d'Atlanta (2003-2004)
En 2003, Jackson devient agent libre et signe avec les Hawks d'Atlanta. Il y réalise une bonne saison avec des moyennes de 18 points, 4,6 rebonds, 3,1 passes décisives en jouant 80 matchs (dont 78 en tant que titulaire). Le 12 mars, Jackson bat son record de points en un match NBA avec 42 points.
Durant la saison NBA 2003-2004, il est échangé contre Al Harrington.

### Pacers de l'Indiana (2004-Jan.2007)

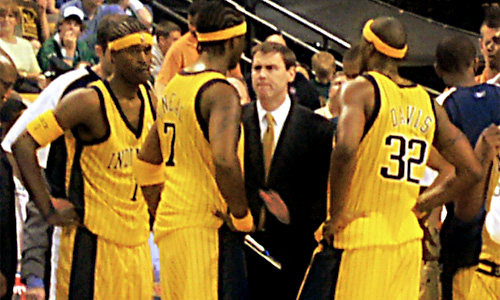
Jackson avec Jermaine O'Neal, Dale Davis et son coach Rick Carlisle.

Pendant la saison 2004-2005 ses statistiques sont de 18,7 points, 4,9 rebonds et 2,3 passes décisives. Le 19 novembre 2004, il est suspendu 30 matches pour son implication dans une bagarre lors d'une rencontre avec les Pistons de Détroit au Palace of Auburn Hills. Après sa suspension, il revient avec des moyennes de 21,7 points par match. Son équipe est éliminée des playoffs par les Pistons de Détroit.
Durant la saison 2005-2006, il réalise des moyennes de 16,4 points, 3,9 rebonds et 2,8 passes décisives par rencontre. En octobre 2006, Jackson ainsi que 3 autres joueurs des Pacers sont impliqués dans une bagarre dans un club de striptease. Des coups de feu sont même tirés par Jackson en situation d'auto-défense. Il est suspendu 7 matchs pendant la saison 2007-2008 par la ligue pour son implication dans cette rixe.

### Warriors de Golden State (Jan.2007-Nov.2009)

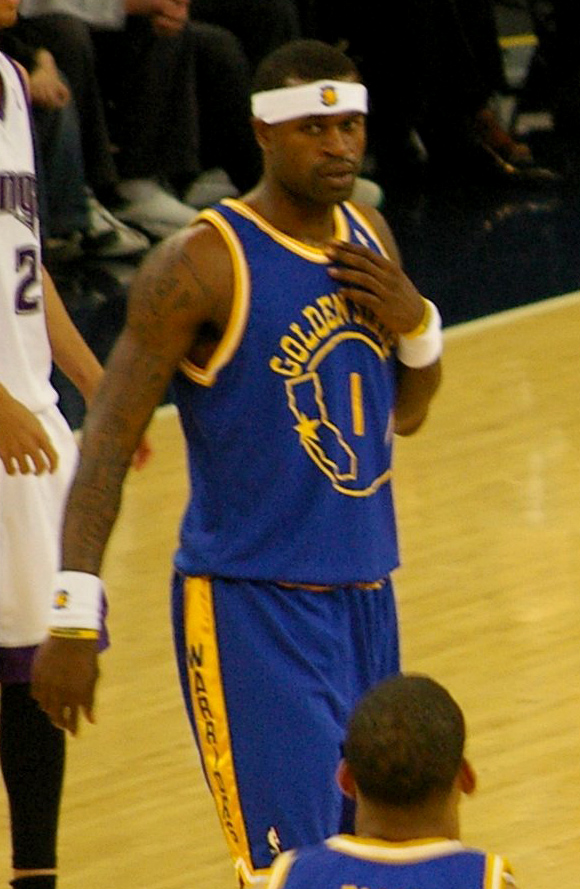
Jackson sous le maillot des Warriors.

Le 17 janvier 2007, Jackson fait partie d'un échange qui l'envoie ainsi qu'Al Harrington, Šarūnas Jasikevičius et Josh Powell à Golden State en échange de Mike Dunleavy Jr., Troy Murphy, Ike Diogu et Keith McLeod.
Lors de son premier match sous les couleurs de Golden State, il enregistre 29 points, 7 rebonds, 4 passes décisives et 5 interceptions.
Les Warriors de Golden State battent les Mavericks de Dallas durant les Playoffs NBA 2007. Jackson est très efficace dans la série mais est expulsé dans les matches 2 et 5.
Ses moyennes dans ces playoffs sont de 20,8 points, 4,5 rebonds, 3,7 passes décisives et 2 interceptions.
Avant le début de la saison 2007-2008 il est nommé capitaine avec Baron Davis et Matt Barnes. Durant la saison, il est à 2 reprises meilleur joueur de la semaine dans la conférence ouest : le 26 novembre et le 2 décembre.

### Bobcats de Charlotte (Nov.2009-2011)
En 2009-2010 il part aux Bobcats de Charlotte.
À Charlotte il contribue énormément à la qualification de la franchise en play-off. Il finit la saison 2009-2010 avec 21,1 points, 5,1 rebonds et 3,6 passes décisives par matchs. Le 20 novembre 2010, il réalise son deuxième triple-double et le premier de l'histoire des Charlotte Bobcats.

### Bucks de Milwaukee (2011-Mar.2012)
En juin 2011, il rejoint les Bucks de Milwaukee, où l'entente avec son entraîneur Scott Skiles se détériore très rapidement. Par conséquent, alors qu'il avait commencé la saison en tant que titulaire il est très vite remplaçant avant de sortir complètement de la rotation des Bucks.
Le 13 mars 2012, Jackson est envoyé aux Warriors de Golden State avec Andrew Bogut contre Monta Ellis, Ekpe Udoh et Kwame Brown.

### Spurs de San Antonio (Mar.2012-Avr.2013)
Deux jours plus tard, il rejoint finalement les Spurs de San Antonio en échange de Richard Jefferson et d'un premier tour de draft.
Avec les Spurs, il remporte le titre de la Division Sud-Ouest lors de la saison 2012-2013, avant d'être licencié à l'approche des playoffs le 13 avril 2013.

### Clippers de Los Angeles (Déc.2013-Jan.2014)
En décembre 2013, il signe chez les Clippers de Los Angeles. Le 7 janvier 2014, il est coupé par les Clippers. Il aura disputé 9 matchs avec les Clippers et termine avec des moyennes de 1,7 point et 1,9 rebond en 11,9 minutes par match.

### Retraite
Le 22 juillet 2015, il annonce officiellement sa retraite.

## Réputation du joueur
Les médias lui donnent mauvaise réputation pour ses implications dans différentes affaires (bagarres, fusillade) ainsi que pour son tatouage représentant une arme sortant d'une Bible.
D'autres sources montrent Jackson sous un angle beaucoup plus positif comme Tim Duncan qui a dit de lui que c'est le "coéquipier ultime".
Il est connu pour prendre les rookies sous son aile. Il est aussi connu pour écouter et appliquer la Bible comme ses coéquipiers Kelenna Azubuike, Al Harrington ou encore Brandan Wright.
En janvier 2021, il annonce s'être converti à l'Islam,.